# هنريك برينر
هنريك برينر (بالسويدية: Henrik Brenner)‏ (و. 1669 – 1732 م) هو أمين مكتبة، ودبلوماسي، وعالم من السويد، وفنلندا، توفي عن عمر يناهز 63 عاماً.